# Морозови (Котельницький район)
Моро́зови (рос. Морозовы) — присілок у складі Котельницького району Кіровської області, Росія. Входить до складу Морозовського сільського поселення.
Населення становить 59 осіб (2010, 90 у 2002).
Національний склад станом на 2002 рік — росіяни 99 %.